# کلاهبرداری کوروش کمپانی
شرکت کوروش پردازان آی سا (با نام تجاری کوروش کمپانی)، شرکتی بود که در بهمن ۱۴۰۲ خبر کلاهبرداری آن از طریق فروش گوشی آیفون منتشر شد و مدیر این مجموعه از کشور متواری گردید. براساس تصاویر منتشرشده او ظاهراً به ترکیه یا دبی فرار کرده‌است. برآوردهای متفاوتی از مقدار بدهی این شرکت تخمین زده شده‌است.
این شرکت که در حوزه بازرگانی تلفن همراه فعالیت داشت، مدعی بود آیفون که قیمت آن ۳۵ تا ۴۰ میلیون تومان بوده را با حذف واسطه‌ها با قیمت ۲۰ میلیون تومان، به دست مصرف‌کننده می‌رساند و در این خصوص تبلیغات گسترده‌ای کرده بود. مسعود ستایشی، سخنگوی قوه قضائیه اظهار کرد در ۲۸ بهمن ۱۴۰۲ بنری رسمی مبنی بر ثبت شکایت‌های مردم علیه کوروش کمپانی نصب شد تا اگر شکایتی علیه این شرکت وجود دارد با شواهد و مدارک موثق به پلیس پیشگیری فراجا گزارش شود.

## روند کلاهبرداری
مدیران شرکت با وعده فروش آیفون ۱۳ پنجاه میلیون تومانی به قیمت بیست میلیون تومان و تحویل بعد از ۴۵ تا ۵۰ روز به‌همراه تبلیغات گسترده در فضای مجازی و با تبلیغ افراد مشهور موفق به جذب مشتریان بسیاری شدند. مدیران شرکت بعد از برگزاری فراخوان‌ها و تخفیف‌های بیشتر و بعد از دریافت پول از مشتریان از کشور متواری شدند.

## همکاری با چهره‌های مشهور در تبلیغات
شخصیت‌های مشهور فرهنگی، هنری و ورزشی تبلیغ‌کننده این شرکت بوده‌اند. در این میان گروهی از مالباختگان و کاربران شبکه‌های اجتماعی صفحاتی را در فضای مجازی علیه این چهره‌های سرشناس که در تبلیغات کوروش کمپانی شرکت کردند راه‌اندازی کردند. به دنبال راه‌اندازی این صفحه‌ها و بالا گرفتن انتقادات، برخی از این چهره‌ها به این موضوع واکنش نشان دادند. محسن افشانی بازیگر با انتشار ویدیویی در واکنش به این موضوع گفت: «اگر مدیر این شرکت متواری شده، به ما که تبلیغش را کرده بودیم ربطی ندارد.» الهام حمیدی، بازیگر، بابت تبلیغ این شرکت از مردم ایران عذرخواهی کرد و تأکید کرد که فریب خورده‌است. وی همچنین پولی که از تبلیغ این شرکت به‌دست آورده بود را پس داد.